# Olle Bengtsson
För andra betydelser, se Olle Bengtsson (olika betydelser).
Olle Bengtsson, eg. Karl-Olof Bengtsson, "Skofteby-Bengtsson",  född  12 december 1923 i Skoftebyn, Trollhättan, död  18 april 2005 i Trollhättan, var en svensk boxare i mellanvikt.
Bengtsson arbetade som lokplåtslagare under 50 år på Nohab i Trollhättan. På fritiden började han sin idrottsbana som fotbollsspelare i Gripens BK och IFK Trollhättan. Han lämnade dock tidigt fotbollen för boxningen i Skoftebyns AIS, i stadsdelen Skoftebyn där han bodde. Därav namnet "Skofteby-Bengtsson". 
Bengtsson boxade 120 amatörmatcher, varav han vann över 100. I USA slog han ut Jim Robinson. Tungviktsmästaren Jack Dempsey försökte övertala honom att stanna i USA men lyckades inte med detta. Bengtsson mötte exvärldsmästaren Randy Turpin i London och förlorade på poäng efter tio ronder.

## Meriter
- Svensk juniormästare 1942.
- Seniormästare och landslagsman 1948.
- Proffsboxare hösten 1948.
- Gick 25 matcher som proffs, varav han vann 23.